# Karaindash
Karaindaš was rond 1430 v.Chr. koning van het Kassietenrijk van Karduniaš dat over het zuiden van het Tweestromenland heerste.
Karaindaš sloot een grensverdrag met zijn Assyrische collega Assur-bel-nisheshu. Zij zwoeren daar een mamitu-eed bij. Dit was een bevestiging van het verdrag dat Puzur-assur III met Burnaburiash I gesloten had.
Karaindaš bouwde een tempel van Innin in Uruk (Warka)..De tempel vertegenwoordigt het vroegste getuigenis van de materiële cultuur van de Kassieten.. Dit is opmerkelijk omdat de vernietiging van Babylon in 1595 v.Chr. door de Hettieten, die de Kassieten rond 1570 v.Chr. aan de macht gebracht had, al bijna anderhalve eeuw eerder had plaatsgevonden. De tempel is het tweede oudste voorbeeld van een "langraum"-tempel na de tempel van Sin-Shamash in de Assyrische hoofdstad Assur die door Aššur-Nirari I gebouwd is.
In de latere Amarnabrieven wordt er gewag van gemaakt dat de regelmatige uitwisseling van boodschappers tussen Egypte en Karduniaš begonnen was onder Karaindash en dat maakt hem waarschijnlijk een tijdgenoot van Amenhotep II.